# 神明貝塚
座標: 北緯36度2分16.1秒 東経139度48分22.5秒 / 北緯36.037806度 東経139.806250度

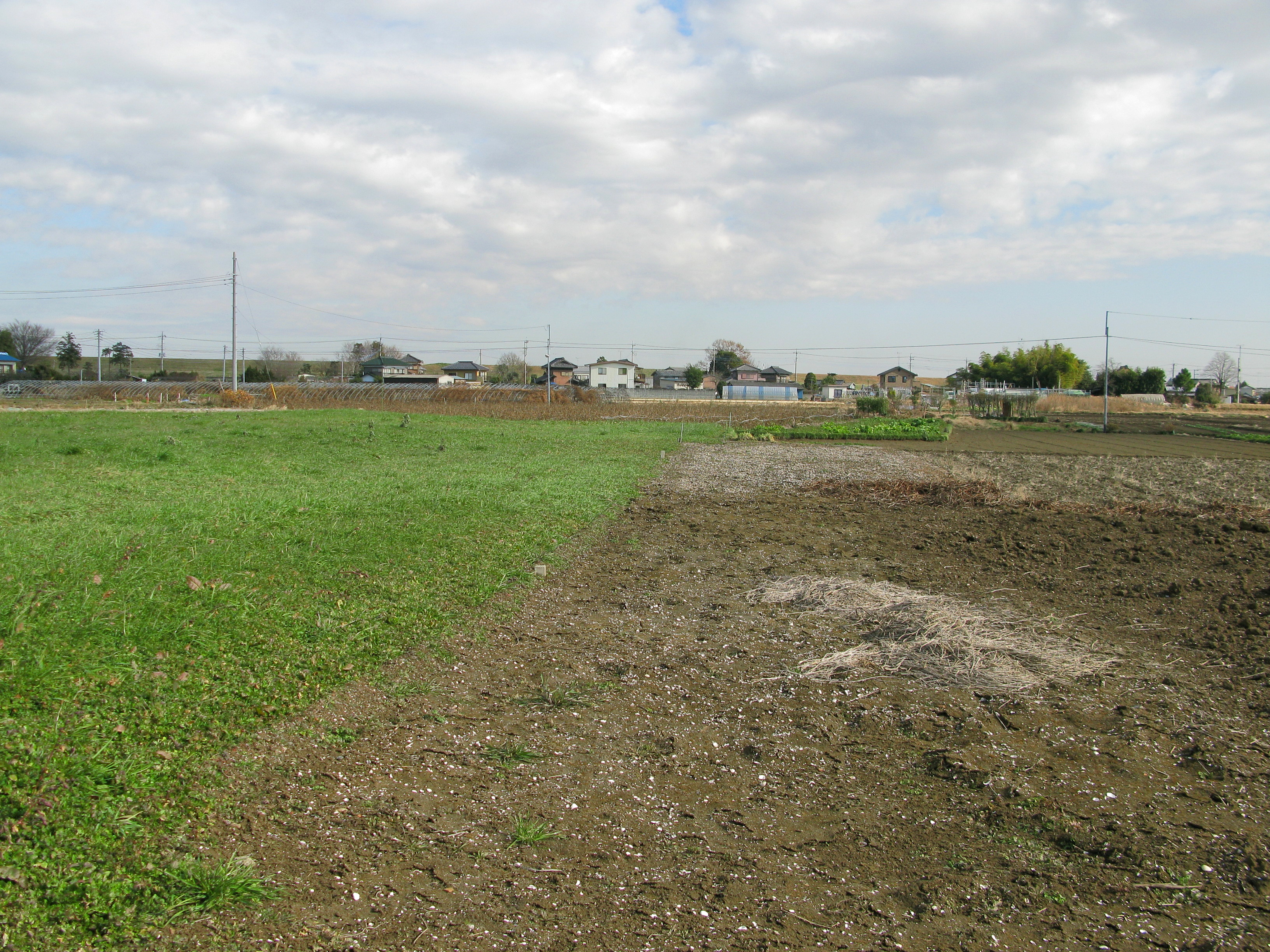
神明貝塚（2011年12月）

神明貝塚（しんめいかいづか）は、埼玉県春日部市西親野井にある縄文時代後期の馬蹄形貝塚。国の史跡に指定されている。また、埼玉県選定重要遺跡に選定されている。

## 概要
春日部市最北部に位置する。埋蔵文化財包蔵地としては北葛飾郡杉戸町大字木野川まで伸びる。貝塚部分は東西約180 m、南北約120 mに広がる。貝塚はヤマトシジミを主体とする。堀之内式〜加曾利B式の土器が主体的に出土する。

## 調査歴
- 第一次調査（昭和36年）：浦和第一女子高等学校郷土研究部による調査。竪穴建物跡4軒を検出し、2軒を完掘。
- 第二次調査（昭和40年）：建物跡1軒、土坑、埋葬人骨を検出。神明貝塚を一躍有名にした調査。
- 第三次調査（昭和53年）：史跡化へ向け、遺跡範囲の確定に向けた範囲確認調査。
- 第四次調査（平成14年）：市道拡幅に伴う緊急調査。
  - 2009年（平成21年）より保存目的の調査が毎年度行われている。
  - 2016年（平成28年）6月には縄文人3体の人骨を発掘した。